# Sliema Point Battery

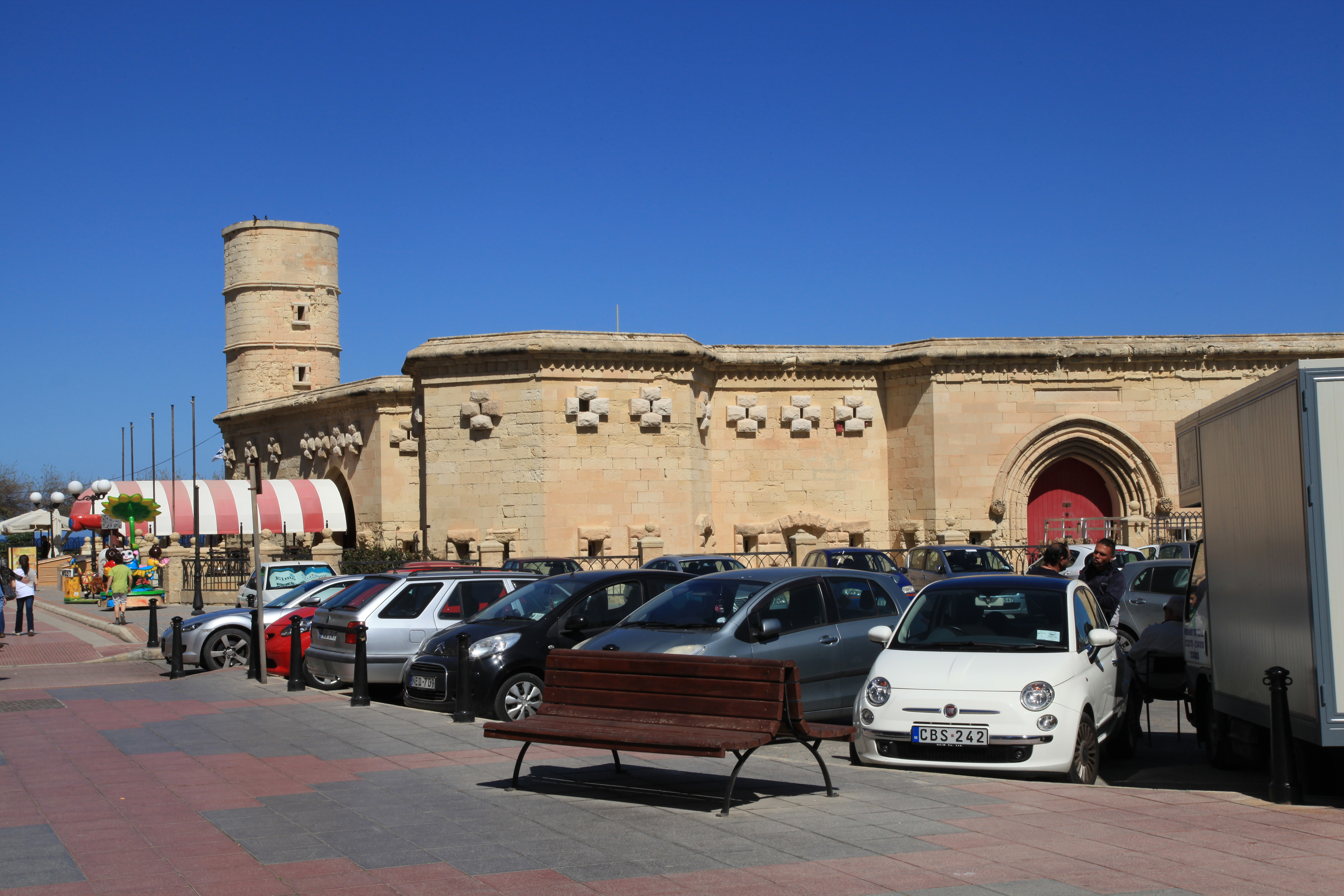
Sliema Point Battery

Sliema Point Battery – Ansicht von oben

Die Sliema Point Battery (maltesisch Batterija tal-Ponta ta’ Tas-Sliema, auch als Fort Sliema, maltesisch Il-Fortizza ta’ Tas-Sliema) bezeichnet, ist eine Befestigungsanlage auf Malta.
Sie wurde ab 1872 zur Zeit der britischen Herrschaft über die Inseln erbaut und befindet sich in Sliema auf einer Halbinsel, die den Marsamxett Harbour von der Spinola Bay trennt.
Colonel William Jervois schlug in seinem Memorandum vom 23. Juni 1866 den Bau einer Batterie an dieser Stelle vor. Die Anlage war eine von vier anzulegenden Batterien, die die Zugänge zum Grand Harbour verteidigen sollten. Jede dieser Batterien sollte mit zwei RML 23 ton gun ausgerüstet werden. Die Architektur der Batterie wurde von Jervois beeinflusst und ist durch die Verwendung gotischer Stilelemente gekennzeichnet. Mit dem Bau der Anlage wurde 1872 begonnen. Zu diesem Zeitpunkt wurde die vorgesehene Bewaffnung von den ursprünglich vorgesehenen RML 23 ton gun auf jeweils zwei RML 11 inch 25-ton gun und RML 10 inch 18-ton gun geändert. Die kleineren Kanonen sollten dabei hinter eisernen Schutzschilden aufgestellt werden. Bereits im Folgejahr ergab sich jedoch eine weitere Änderung. Nun sollte die Batterie zwei RML 12 inch 35 ton gun erhalten, wie sie auch für Fort St Rocco vorgesehen waren. Diese Geschütze wurden schließlich auch 1878 eingerüstet.
Heute existiert in dem Gebäude ein Restaurant namens Fortizza.